# Geoffrey de Freitas
Sir Geoffrey Stanley de Freitas (né le 7 avril 1913 à Grenade, mort le 10 août 1982) est un homme politique et un diplomate britannique, travailliste, qui a présidé l'Assemblée parlementaire du Conseil de l'Europe de 1966 à 1969. Il a été haut-commissaire au Ghana et au Kenya.